# Eliminatórias da Copa do Mundo FIFA de 2026 – UEFA (Grupo C)
O Grupo C das eliminatórias da UEFA para a Copa do Mundo FIFA de 2026 é formado por Bielorrússia, Grécia, Escócia e o perdedor das quartas de final da Liga das Nações, Dinamarca.
O vencedor do grupo se classifica automaticamente para a Copa do Mundo de 2026, enquanto o segundo colocado avança para a segunda fase.

## Classificação
| Pos | Equipe       | Pts | J | V | E | D | GP | GC | SG | Classificado               |  |        |        |        |        |
| --- | ------------ | --- | - | - | - | - | -- | -- | -- | -------------------------- |  | ------ | ------ | ------ | ------ |
| 1   | Dinamarca    | 0   | 0 | 0 | 0 | 0 | 0  | 0  | 0  | Copa do Mundo FIFA de 2026 |  | —      | 12 Out | 5 Set  | 15 Nov |
| 2   | Grécia       | 0   | 0 | 0 | 0 | 0 | 0  | 0  | 0  | Segunda fase               |  | 8 Set  | —      | 15 Nov | 5 Set  |
| 3   | Escócia      | 0   | 0 | 0 | 0 | 0 | 0  | 0  | 0  | Eliminado                  |  | 18 Nov | 9 Out  | —      | 12 Out |
| 4   | Bielorrússia | 0   | 0 | 0 | 0 | 0 | 0  | 0  | 0  | Eliminado                  |  | 9 Out  | 18 Nov | 8 Set  | —      |

## Partidas
A lista de jogos foi confirmada pela UEFA em 13 de dezembro de 2024 após o sorteio. Os horários são CET / CEST , conforme listados pela UEFA (os horários locais, se diferentes, estão entre parênteses).
| 5 setembro 2025     | Grécia | –         | Bielorrússia | Estádio Karaiskakis, Pireu |
| 20:45 (21:45 UTC+3) |        | FIFA UEFA |              |                            |

| 5 setembro 2025 | Dinamarca | –         | Escócia | Estádio Parken, Copenhaga |
| 20:45           |           | FIFA UEFA |         |                           |

| 8 setembro 2025 | Bielorrússia | –         | Escócia | ZTE Arena, Zalaegerszeg |
| 20:45           |              | FIFA UEFA |         | Público: 0              |

| 8 setembro 2025     | Grécia | –         | Dinamarca | Estádio Karaiskakis, Pireu |
| 20:45 (21:45 UTC+3) |        | FIFA UEFA |           |                            |

| 9 outubro 2025 | Bielorrússia | –         | Dinamarca | ZTE Arena, Zalaegerszeg |
| 20:45          |              | FIFA UEFA |           | Público: 0              |

| 9 outubro 2025      | Escócia | –         | Grécia | Hampden Park, Glasgow |
| 20:45 (19:45 UTC+1) |         | FIFA UEFA |        |                       |

| 12 outubro 2025     | Escócia | –         | Bielorrússia | Hampden Park, Glasgow |
| 18:00 (17:00 UTC+1) |         | FIFA UEFA |              |                       |

| 12 outubro 2025 | Dinamarca | –         | Grécia | Estádio Parken, Copenhaga |
| 20:45           |           | FIFA UEFA |        |                           |

| 15 novembro 2025    | Grécia | –         | Escócia | Estádio Karaiskakis, Pireu |
| 20:45 (21:45 UTC+2) |        | FIFA UEFA |         |                            |

| 15 novembro 2025 | Dinamarca | –         | Bielorrússia | Estádio Parken, Copenhaga |
| 20:45            |           | FIFA UEFA |              |                           |

| 18 novembro 2025 | Bielorrússia | –         | Grécia | ZTE Arena, Zalaegerszeg |
| 20:45            |              | FIFA UEFA |        | Público: 0              |

| 18 novembro 2025    | Escócia | –         | Dinamarca | Hampden Park, Glasgow |
| 20:45 (19:45 UTC+0) |         | FIFA UEFA |           |                       |